# 양 디페르투안 아공
양 디페르투안 아공(Yang di-Pertuan Agong)은 말레이시아 국왕에 대한 칭호이다. 호칭은 폐하이다. 말레이시아는 입헌 군주제이기 때문에 국가 원수는 국왕이지만, 일반적으로 인식되는 군주제와 다르게 임기가 정해져 있다는 것이다. 각 주의 이슬람 수장인 술탄이 임명하며, 임기는 5년이다. 단, 뿔라우피낭 주, 믈라카주, 사바주, 사라왁주의 경우, 술탄이 없으므로 임명할 수 없다. 조호르주의 이브라힘 이스칸다르가 2024년 1월 31일에 즉위 하였다.

## 임기 중 사망했을 경우
압둘 라흐만, 히사무딘 알람 샤, 야야 페트라, 살라후딘 압둘 아지즈의 경우는 임기 중 사망한 바 있다. 이렇게 임기 중 사망할 경우에는 일정기간 국왕이란 직책은 비게 된다. 그 뒤 새 국왕을 임명하고, 새로 임명된 국왕은 정식 임기를 수행하게 된다.

## 임기 중 퇴위 할 경우
무하맛 5세가 임기 중 중도 퇴위 한적이 있다. 이렇게 임기중 중도 퇴위 한 경우 사망했을 경우와 마찬가지로 일정기간 국왕이란 직책은 비게된다. 그 뒤 새 국왕을 임명하고, 새로 임명된 국왕은 정식 임기를 수행하게 된다.

## 같이 보기
- 현재의 군주 목록